# Bardineto
Bardinéto (en ligur Bardinëo) és un comune italià, situat a la regió de la Ligúria i a la província de Savona. El 2015 tenia 756 habitants.

## Geografia
Té una superfície de 29,79 km² i limita amb Boissano, Calizzano, Castelvecchio di Rocca Barbena, Garessio, Giustenice, Loano, Magliolo, Pietra Ligure i Toirano.

## Evolució demogràfica
| Gràfica d'evolució de Bardineto entre 1861 i 2011 |
|                                                   |
| Font: ISTAT                                       |